# Banlieue de Vidzeme (Riga)
Le Banlieue de Vidzeme (letton : Vidzemes priekšpilsēta) est une division administrative de Riga en Lettonie.
Au 1er janvier 2017, elle compte 175 216 habitants pour une superficie de 57,0 km2.

## Voisinages
- Berģi
- Brasa
- Brekši
- Bukulti
- Dreiliņi
- Jugla
- Mežciems
- Purvciems
- Skanste (en partie dans Ziemeļu)
- Suži (en partie dans Ziemeļu)
- Teika